# علامة هانينغتون-كيف
علامة هانينغتون-كيف (الاسم العلمي: Hannington-Kiff sign) هي علامة سريرية حيث يوجد منعكس غائب في العضلة المقربة في الفخذ، مع وجود منعكس رضفي إيجابي. وتحدث في المرضى المصابين بالفتق السداسي نتيجة انضغاط العصب السداسي. يُحفَّز رد الفعل المنعكس للعضلات المقربة للفخذ  بالضغط على لقيمة الفخذ الإنسية أو اللقمة الإنسية لعظم الظنبوب، مما يؤدي إلى انقباض العضلات المقربة بالساق، فتتحرك الساق للداخل.
ووصفت هذة العلامة بواسطة جون هانينغتون كيف في عام 1980.